# 朗屈雷勒
朗屈雷勒（法語：Rencurel，法語發音：[ʁɑ̃kyʁɛl]）是法国伊泽尔省的一个市镇，位于该省西部，韦科尔山西麓，属于格勒诺布尔区。

## 地理
朗屈雷勒（45°6'9"N, 5°28'22"E）面积34.63 平方千米，位于法国奥弗涅-罗讷-阿尔卑斯大区伊泽尔省，该省份为法国东南部内陆省份，北起顺时针与安省、萨瓦省、上阿尔卑斯省、德龙省、阿尔代什省、卢瓦尔省和罗讷省。
与朗屈雷勒接壤的市镇（或旧市镇、城区）包括：圣皮埃尔德谢雷讷、维拉尔德朗斯、圣于连昂韦科尔、绍朗什、伊泽龙、韦尔科尔地区马勒瓦、韦科尔山区欧特朗梅欧德尔、普雷勒、罗翁、圣热尔韦。

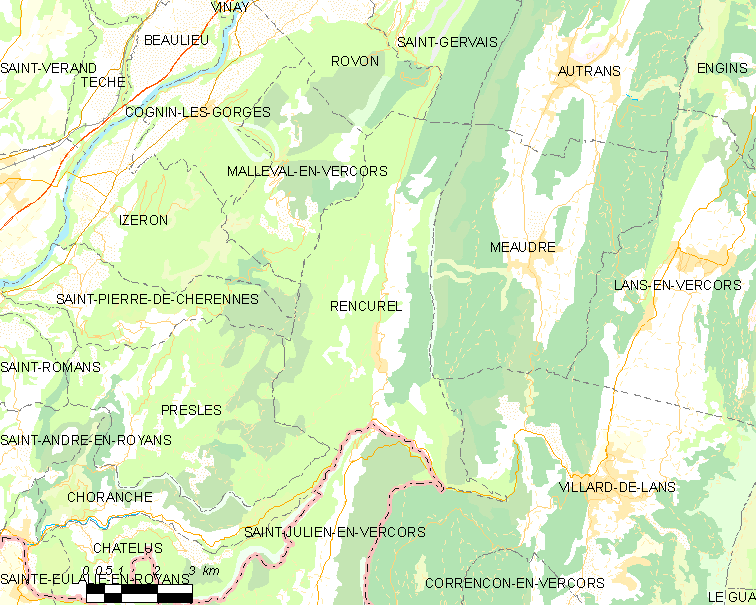
朗屈雷勒的OSM定位图

朗屈雷勒的时区为UTC+01:00、UTC+02:00（夏令时）。

## 行政
朗屈雷勒的邮政编码为38680，INSEE市镇编码为38333。

## 政治
朗屈雷勒所属的省级选区为南格雷西沃当县。

## 人口

1962-2008年间朗屈雷勒人口变化图示

朗屈雷勒于2022年1月1日时的人口数量为349人。

## 交通
伊泽尔省省道D35线纵贯南北。